# 自然-遗传学
《自然-遗传学》（Nature Genetics）是《自然》（Nature）系列的一本科学期刊，创办于1992年。期刊刊登遗传学领域的高质量研究成果。 
期刊包括了对人类性状和鼠、蝇、线虫和酵母基因等其它模式生物的遗传学和功能基因组学研究的内容。目前主要针对实验扰动研究的常见和复杂疾病的遗传学基础及作用机制、结构和基因网络的进化。
期刊是国际认可的科学出版物，影响因子为29.352。这是遗传学和基因组学领域中排名最前的一本期刊。期刊的姊妹期刊是《自然评论-遗传学》（Nature Reviews Genetics）。